# Tenuta di Marinella di Sarzana
La Tenuta di Marinella di Sarzana è un'area agricola di oltre 500 ettari situata al confine tra la Liguria e la Toscana, nell'omonima località di Marinella e si sviluppa in parte sul territorio un tempo occupato dalla colonia romana di Luni e dal bacino del suo porto.
Di particolare importanza è il villaggio agroindustriale sorto all'interno della Tenuta nella seconda metà dell'Ottocento ad opera dei Fabbricotti, famiglia industriale di origine carrarese.

## Storia
I primi insediamenti nell'area oggi occupata dalla Tenuta risalgono alla colonia romana di Luni; successivamente, la zona fu abbandonata dai vescovi di Luni e fu utilizzata dalle comunità di Ortonovo e di Nicola per pascolare le greggi, recuperare legname e pescare negli stagni. A fine Seicento, l'area della Tenuta, divenuta territorio di Sarzana, fu presa a livello da Pier Francesco Fiesco, componente della famiglia genovese dei Fieschi. A metà del secolo il livello fu trasferito alla famiglia genovese dei Serra che, nei primi dell'Ottocento, tramite l'affrancazione, ne divennero i proprietari.
Nel 1865 la Tenuta venne acquistata dai Fabbricotti, ricca famiglia industriale carrarese che iniziò importanti opere per sviluppare il piccolo insediamento già esistente (ci sono tracce di una prima fattoria già da metà Settecento), costruendo nuove case, ampliando gli spazi e realizzando due nuove grandi piazze. Già dopo alcuni anni, l'insediamento fu trasformato a tutti gli effetti in un villaggio agroindustriale dotato di tutte le strutture necessarie, come la chiesa, una scuola, alcune botteghe ecc., per essere così autonomo dai due centri più vicini: Sarzana e Carrara.
Durante la gestione dei Fabbricotti la Tenuta di Marinella fu allargata sino a raggiungere i 500 ettari con l'acquisto di nuovi terreni: in particolare, la fascia costiera, la zona di Bocca di Magra (compreso il Monastero di Santa Croce del Corvo) e la zona di Fiumaretta. A inizio Novecento la Tenuta di Marinella dava lavoro, tra mezzadri e salariati, a numerosi contadini.
Nel 1934, a seguito di un profondo scontro tra il gerarca fascista carrarese Renato Ricci e Carlo Andrea Fabbricotti, l'azienda cassaforte della famiglia dovette dichiarare fallimento, con la conseguente messa all'asta di un ingentissimo patrimonio composto da tutti i beni immobiliari: cave, segherie e laboratori. Nel fallimento rientrò ovviamente anche la Tenuta di Marinella.  
A seguito delle aste, la Tenuta fu acquistata dalla Banca Monte dei Paschi di Siena, che la amministrò negli anni successivi attraverso l'ufficio beni rustici.
La Tenuta di Marinella oggi è di proprietà di Marinella SpA, società in corso di liquidazione. Il destino della Tenuta è oggi ancora incerto.

## Bonifiche
L'area, a fine Seicento, si presentava in larga parte paludosa e malsana. Un primo intervento di bonifica fu fatto dai Fieschi, che permise l'avvio dell'attività agricola attorno al nucleo centrale della tenuta. Gli interventi più importanti furono realizzati però dai Fabbricotti, che avviarono, subito dopo l'acquisto, profondi interventi di bonifica nella fascia litoranea e nella zona più interna della Tenuta. L'intera superficie fu regimata con la costruzione di canali e la messa in funzione di potenti idrovore.

## Villaggio agroindustriale

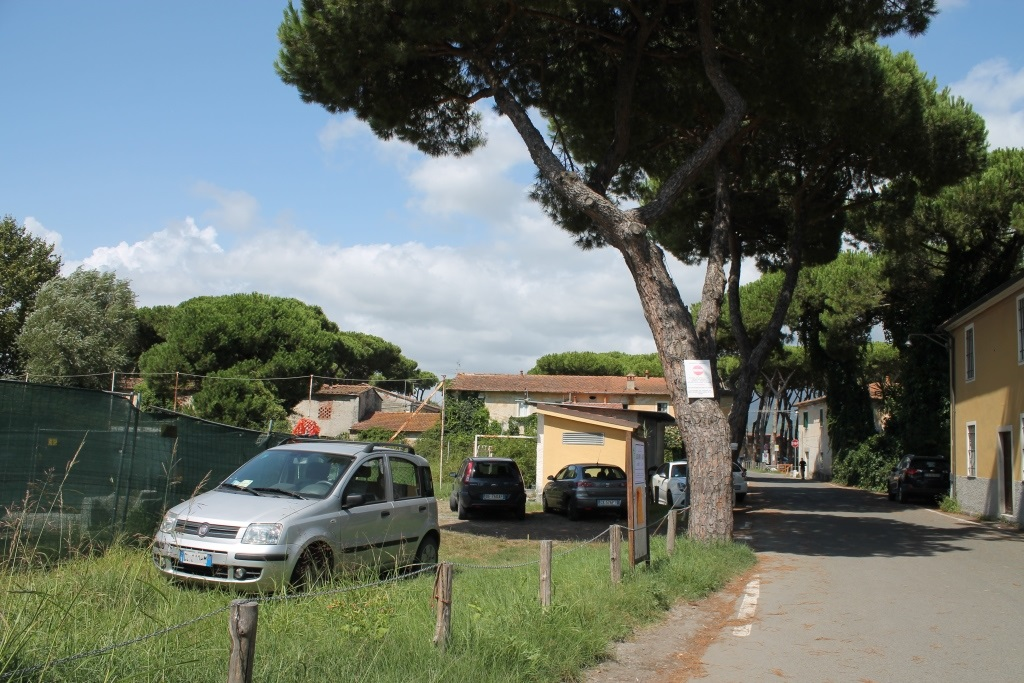
L'ingresso del villaggio

Il villaggio agroindustriale annesso alla Tenuta di Marinella corrisponde alla frazione omonima del comune di Sarzana e ha un nucleo originale risalente al Settecento, ma in larga parte è stato costruito dalla famiglia Fabbricotti a partire dal 1865. Al suo interno ospita una piccola chiesa dedicata a Sant'Eutichiano, costruita nel 1881 e sede parrocchiale dagli anni trenta del Novecento, una scuola (oggi però non più esistente) e un bar/ristorante.
Il villaggio, oggi quasi del tutto spopolato, venne concepito per essere autonomo e al suo interno trovavano posto l'edificio direzionale aziendale, diverse botteghe, cantine, latterie e magazzini.
Le strutture sono rimaste comunque pressoché intatte, motivo per cui dal 1994 l'intera area è sottoposta a vincolo della Sovrintendenza ai beni culturali di Genova.